# Sarcófago de Estilicón

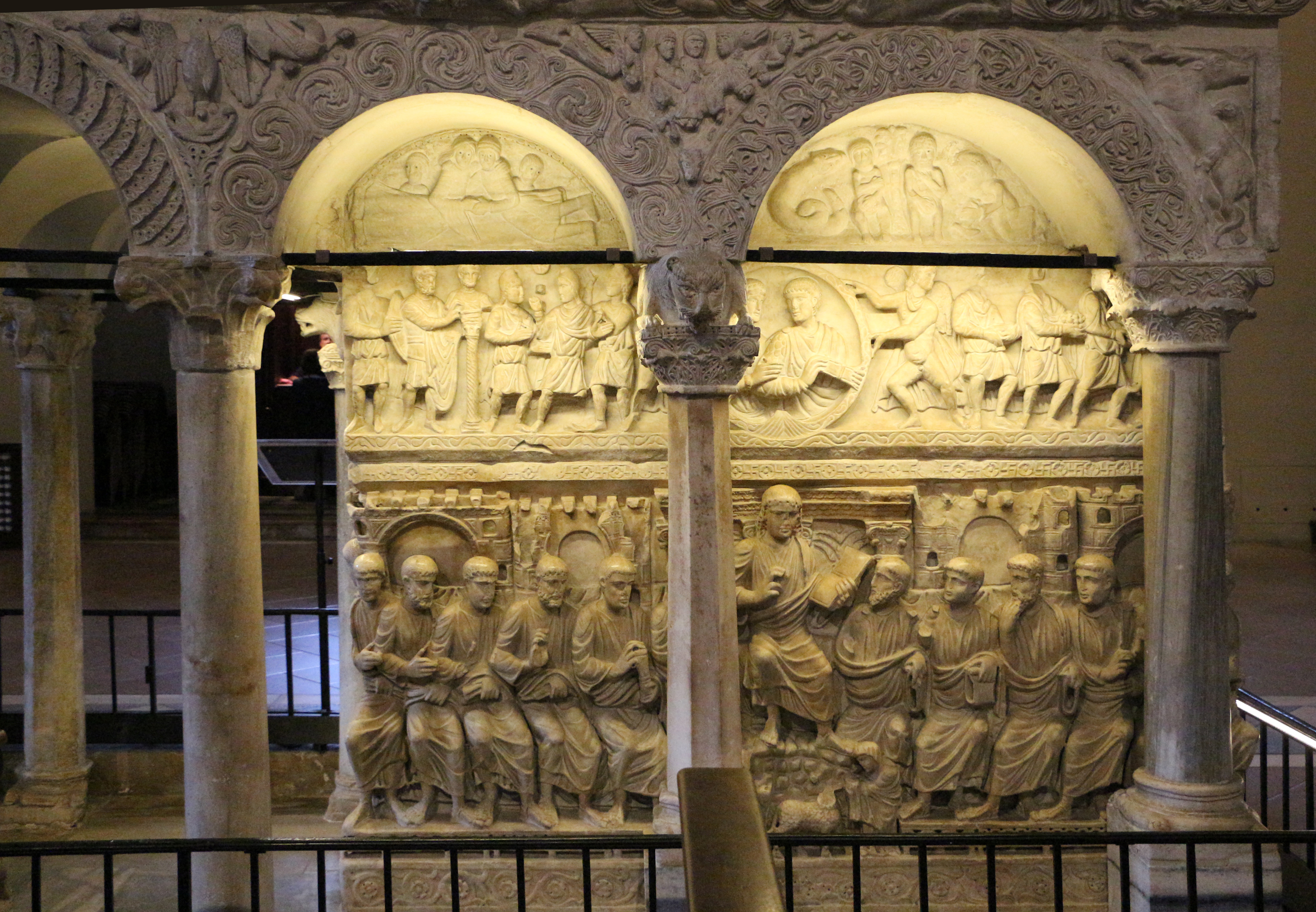
Sarcófago de Estilicón

El Sarcófago llamado de Estilicón es un sarcófago de mármol paleocristiano utilizado desde antes del siglo X como la base para el púlpito de la iglesia de San Ambrosio en Milán en Italia. Parece que fue realizado entre 387 y 390, dos décadas antes de la muerte del general Estilicón, por lo que probablemente no está asociado con él y no es seguro que contenga su cuerpo.

## Descripción
Tallado en mármol de Carrara estilísticamente data del reinado de Teodosio el Grande (fines del siglo IV). El tallado presenta una composición sólida con un "gran sentido del modelado de las figuras" y una rica ornamentación. El tema central de las esculturas es Jesucristo y sus apóstoles, representados con  realismo y alegóricamente como doce ovejas. Los paneles describen tanto escenas del Nuevo como del Antiguo Testamento que incluyen:
- La "Traditio Legis", es decir Cristo dando la nueva ley a San Pedro
- Cristo entre los Apóstoles
- El Sacrificio de Isaac

Los historiadores del arte Couzin y Kiilerich consideran que fue esculpido en Roma o (Milán) con un costo entre cincuenta y cien mil denarios.

## Galería

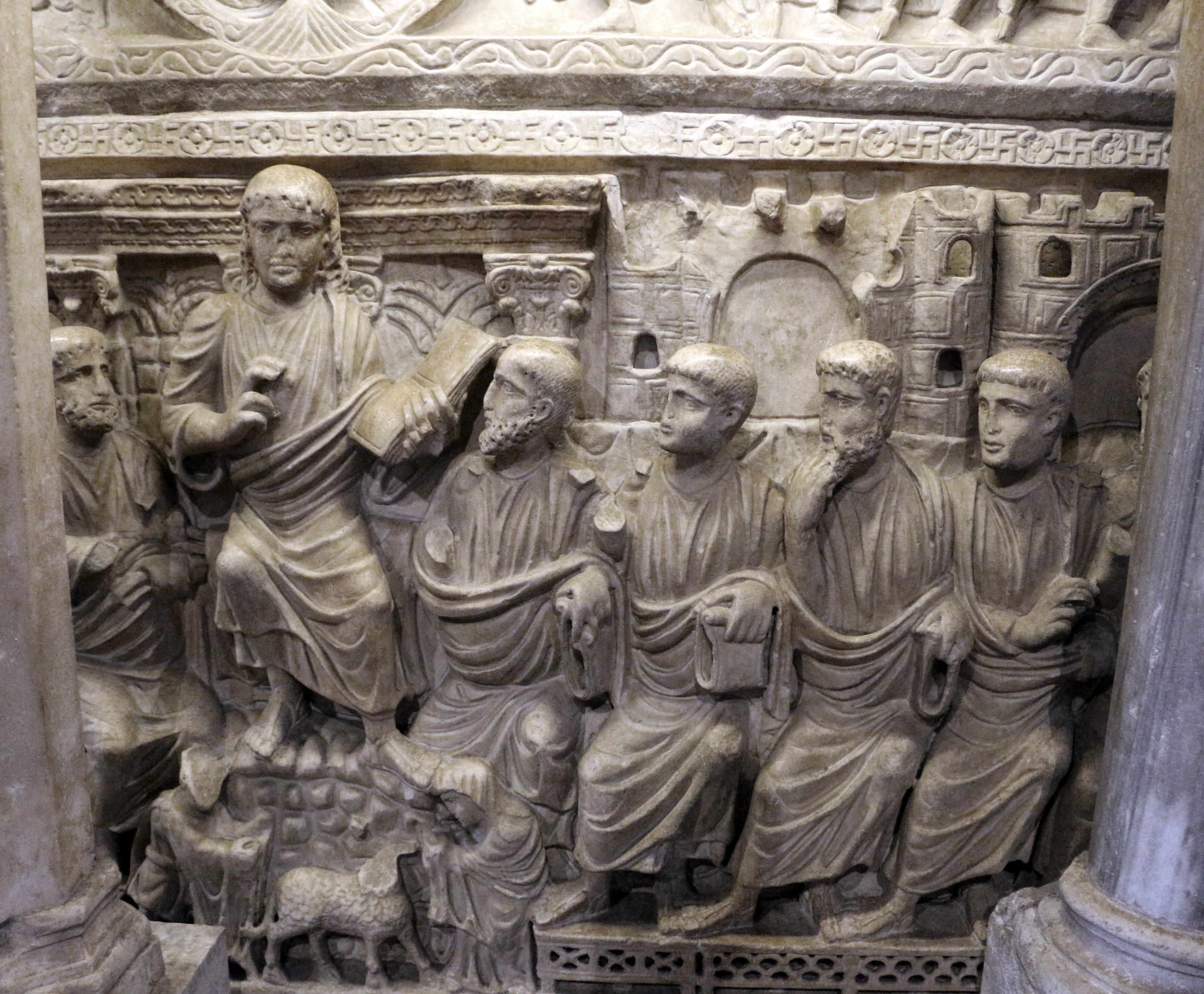
Jesús entre los Apóstoles
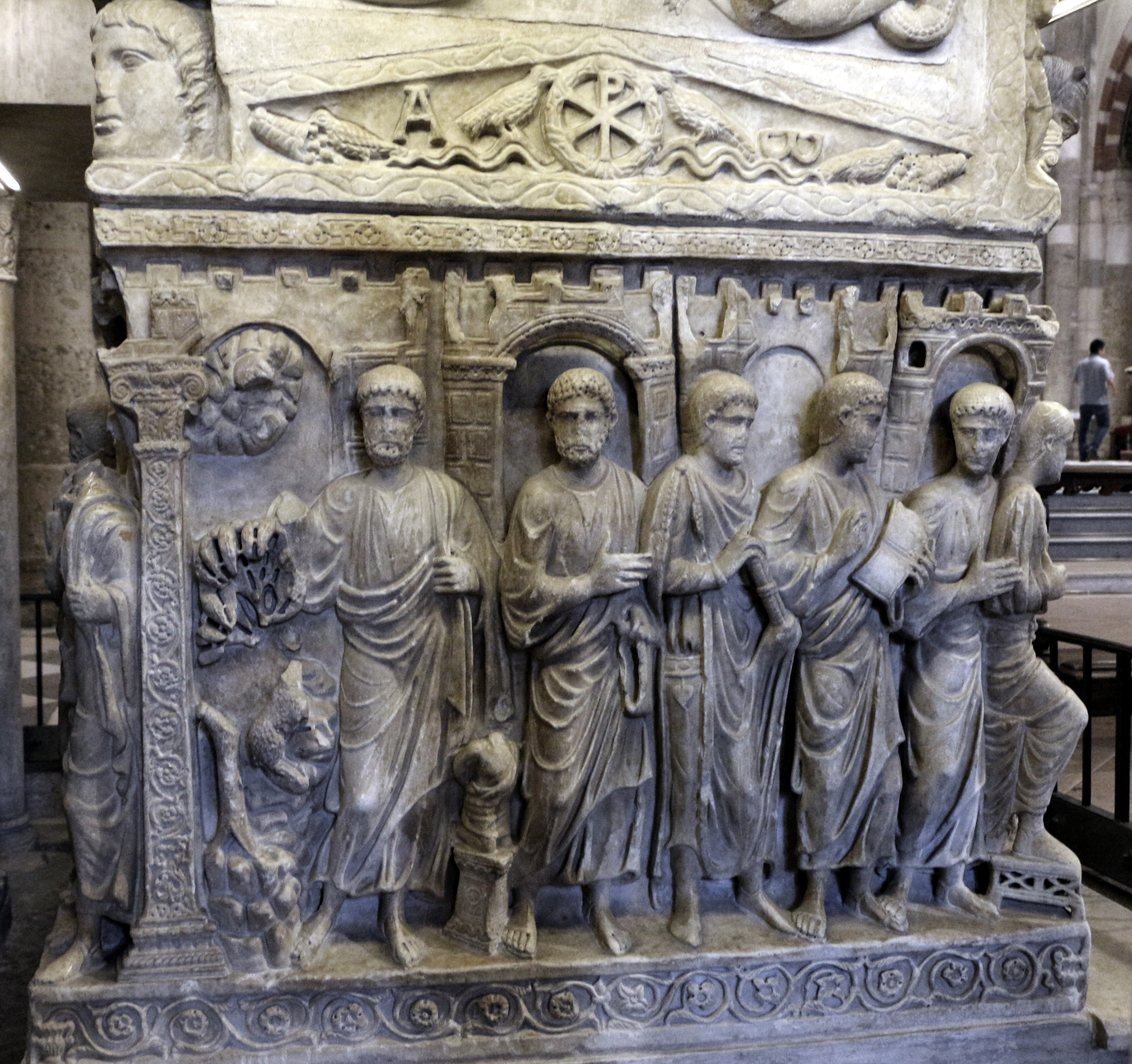
Panel lateral
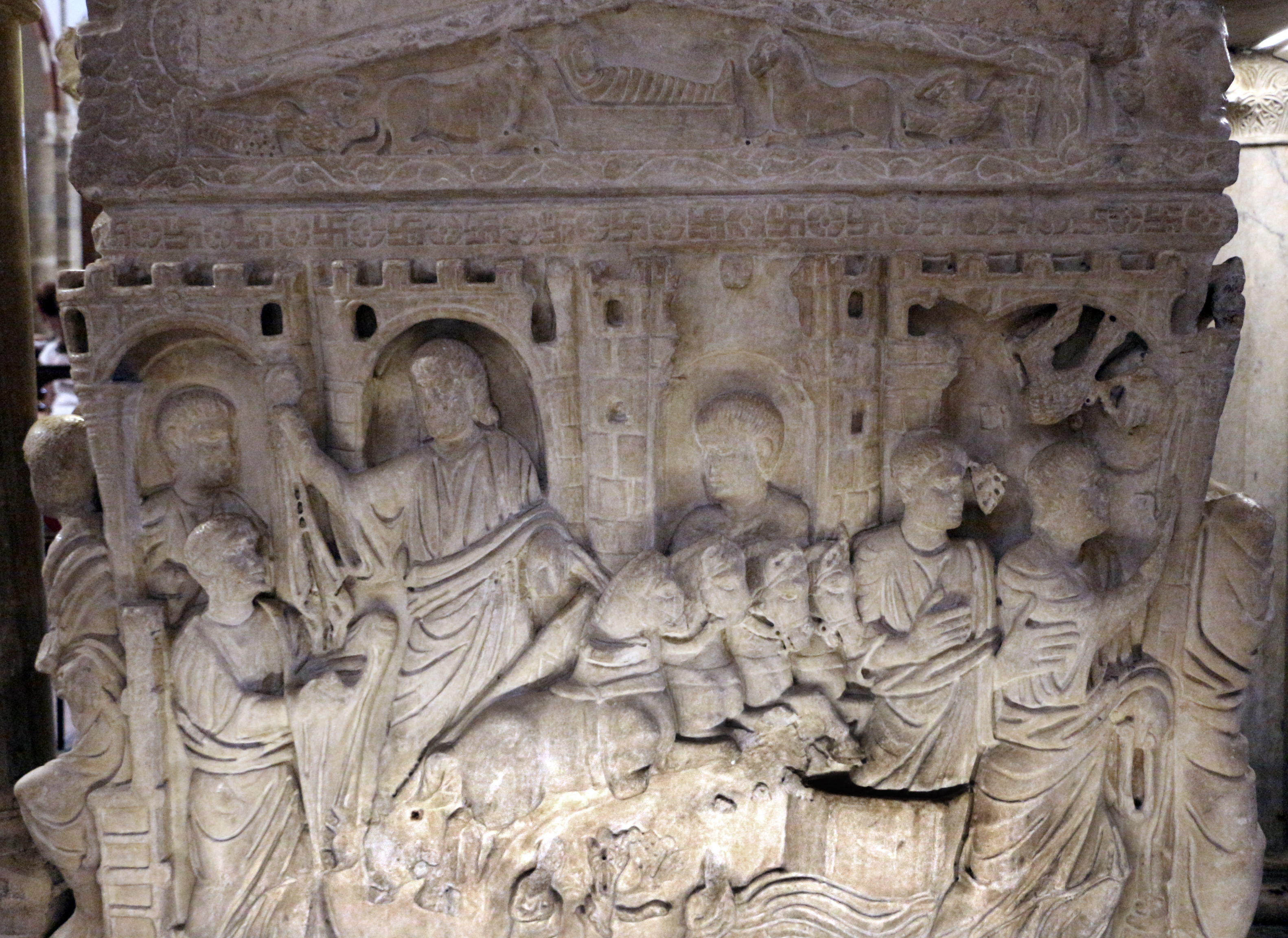
Triunfo con cuadriga